# Ruské (okres Snina)
Ruské byla obec na Slovensku v okrese Snina.
Obec patřila k regionu Zemplín.  První písemná zmínka o obci je z roku 1567, kdy patřila k humenskému panství. Obyvatelé pracovali v lesích a chovali dobytek. Během let 1939–1944 byla obec připojena k Maďarsku.
Dnes je katastrální území Ruské součástí obce Stakčín. 
V roce 1980 byla obec vysídlena kvůli výstavbě Starinské přehrady. První zmínka je z roku 1567. Z obce se zachoval obecní hřbitov, kaple na místě zbouraného kostela z roku 1789, vojenský hřbitov z první světové války a tři domy. Uprostřed obce pod hřbitovem je kříž z roku 1955. Z konce bývalé obce do Ruského sedla vede zachovalá kamenná cesta z roku 1861 tzv. Porta Rusica. Pod Ruským sedlem se nachází Památník osvoboditelů.
V katastrálním území bývalé obce se nachází Národní přírodní rezervace Plaša, součást Národního parku Poloniny. 